# Ouyang Jianghe
Ouyang Jianghe, chiń. 欧阳江河 (ur. 1956 w Luzhou) – chiński poeta, znaczący twórca współczesnej poezji chińskiej.

## Życiorys
Po ukończeniu szkoły przydzielono go do pracy na plantacji herbaty. W latach 1979–83 odbywał służbę wojskową.
Jego pierwszy wiersz powstał w roku 1977. Zajmował się w tym czasie literaturą, muzyką oraz estetyką. Podczas studiów współtworzył Stowarzyszenie Młodych Petów Syczuanu, nieoficjalną organizację, otwarcie deklarującą stanowisko odnośnie do literatury, odmienne od oficjalnej doktryny partyjnej. Młodzi poeci Syczuanu stanowczo sprzeciwiali się cenzurze.
Ouyang należy do trzeciej generacji twórców dwudziestowiecznej literatury chińskiej (tzw. Pięciu mistrzów z Syczuanu. Świadomie dystansują się oni do tzw Mglistych Poetów, do których zalicza się takich twórców jak Bei Dao, Shu Ting, Gu Cheng czy Yang Lian. Członkowie "trzeciej generacji", którzy pojawili się pod koniec lat osiemdziesiątych, oczekiwali od literatury większego zaangażowania społecznego. Podchodzili bardzo nieufnie do wszystkich działań systemu politycznego.
Ouyang uchodzi za zwolennika poezji intelektualnej, skłaniającej do refleksji. Przed natchnieniem i chwilą stawia on wyżej dojrzałe spostrzeżenia i wnioski. Mglistym Poetom, którym zarzuca się nadmierny patos, przeciwstawia tematy dnia codziennego, rzeczy nieistotne, błahe i prywatne. Sceptycznie podchodzi do wielkich idei i metafizycznych narracji. Świadomie dekonstruuje takie terminy jaki historia, kultura cz naród. Zamiast tego poszukuje on rzeczy faktycznych, namacalnych. Posługując się cichą i pełną refleksji narracją oraz zabiegami składniowymi, wyostrza obraz wiersza, stapiając jego formę w alegorię:
The factory is close to the sea.
Whoever knows water, knows glass.
Rigid, cold, fragile
this price is paid by what is transparent.
(Fabryka jest blisko morza.
Ktokolwiek zna wodę, zna szkło.
Twarde, zimne, kruche,
to cena, którą płaci za przejrzystość.)
W Chinach Ouyang opublikował zbiór wierszy zatytułowany "To co zanika, to co pozostaje:" oraz "Szkło, co przecina słowa w pół". W Niemczech  jego wiersze znalazły się w antologii "Die Glasfabrik" ("Fabryka szkła", 1993), "Dem Dichter des Lebens" ("Do poetów życia, 1997) oraz "Chinesische Akrobatik – Harte Stühle" (Chińskie akrobacje: twarde krzesła, 1995). W jatach 1993-1997 wielokrotnie przebywał w Stanach Zjednoczonych. W roku 1997 był gościem akademii artystycznej Schloss Solitude blisko Stuttgartu w Niemczech.
Ouyang opublikował ponad 150 wierszy i 30 esejów w chińskich magazynach literackich. Jego poezja tłumaczona była na większość języków europejskich. Obecnie mieszka w Pekinie.